# Freitag Nacht News
Freitag Nacht News war eine wöchentliche Comedysendung des Fernsehsenders RTL. Dabei wurden verschiedene, meist als Miniserien angelegte Sketche präsentiert, die von einer fiktiven Nachrichtensendung zusammengehalten wurden.
Die erste Sendung der Freitag Nacht News wurde am 17. September 1999 ausgestrahlt. Die letzte Sendung wurde am 29. Dezember 2006 gesendet. Das Motto der Sendung lautete: Wer’s nicht guckt, kann’s nicht sehen!
Autoren waren unter anderem Chris Geletneky, Morten Kühne, Torsten Fraundorf, Tommy Jaud, Ralf Bunzel, Attik Kargar, Karsten Dusse und Sven Nagel.

## Moderatoren
Moderator und Anchorman der Sendung war bis August 2006 Henry Gründler.
Co-Moderator der FNN war bis zum 4. Juni 2004 (Folge 139) „Chefredakteur“ Volker G. Schmitz. Er musste die FNN wegen einer „internen Umstrukturierung“ verlassen und war danach nur noch einmal (in der Jubiläumsfolge 150 am 3. Dezember 2004) zu Gast bei den FNN.
Dritte Moderatorin war bis zur Folge 26 am 2. Juni 2000 Anja Bergerhoff.
Ihre Nachfolgerin war Ruth Moschner. Sie moderierte die FNN vom 15. September 2000 bis zum 3. Juni 2005 an der Seite von Henry Gründler. Nachdem sie ihre parallele Moderation der Sendung Big Brother – Die Entscheidung auf eigenen Wunsch im Mai 2005 beendet hatte, wurde ihr Moderationsvertrag der Sendung Freitag Nacht News von der Produktionsfirma auf Weisung von RTL Television kurzfristig nicht verlängert.
Ab dem Ende der Sommerpause 2005 bis August 2006 nahmen wechselnde Gastmoderatorinnen den Platz neben Henry Gründler ein. Dies waren Mariella Ahrens, Caroline Beil, Lisa Fitz, Regina Halmich, Jana Ina, Gülcan Karahancı, Charlotte Karlinder, Katy Karrenbauer, Janine Kunze, Désirée Nick, Antonia Schmitz, Susan Sideropoulos, Carolin Kebekus, Enie van de Meiklokjes und Sonja Zietlow.
Nach dem Weggang von Ruth Moschner sanken die Einschaltquoten. Henry Gründler, der letzte Stammmoderator der FNN, musste deshalb im August 2006 die Comedyshow verlassen. Ingo Appelt wurde sein Nachfolger.
Ab der Folge 194 am 8. September 2006 moderierte Appelt zusammen mit Carolin Kebekus und Jürgen Bangert die FNN. Seitdem hatte die Sendung weniger Nachrichtencharakter als zuvor. Die Einschaltquoten waren weit geringer als von RTL erwartet, RTL setzte die FNN zum 29. Dezember 2006 ab.

## Rubriken
(Chronologische Sortierung nach Ausstrahlungszeitraum)

### No Sports
Folge 1 bis 54.
Bei den No Sports werden verschiedene Ereignisse so dargestellt, als wären es Sportarten, die in Wettkämpfen ausgetragen werden. Beispiele sind:
- „Mit einem Kettenfahrzeug rückwärts alles platt machen was geht“
- „Kamele schwindelig machen und danach hinter Dingen verstecken“
- „Als roter Kater verkleidet wahllos Passanten auspeitschen und hinterher auf keinen Fall um einen lila Jesus herumlaufen“
- „Mau-Mau spielen und dabei nicht merken, dass man von wütenden Paarhufern angegriffen wird“

Diese „Sportarten“ werden von den beiden Moderatoren Jochen Brenner (gesprochen von Chris Geletneky) und Stefan Domsch übertrieben emotional kommentiert. Häufigste Floskeln dabei: „Was für ein Anfängerfehler!“ und „Das ist Mit-einem-Kettenfahrzeug-rückwärts-alles-platt-machen-was-geht der Extraklasse!“, wenn dem Protagonisten das Missgeschick nicht gelingt, oder er sich banal verhält.
Die „Teilnehmer“ der Wettkämpfe sind bis auf wenige Ausnahmen stets die fiktiven Spieler Rico del Monte und Pepe Lupardo. Auch deren Trainer Sierra Pinpin Lipausa wird häufig zitiert: „Wie oft hat Trainer Sierra Pinpin Lipausa gesagt …“

### Flonkball
Folge 1 bis 18.
Flonkball ist eine erfundene Ballsportart, die in Form von Sportmeldungen so dargestellt wird, als wäre sie allgemein bekannt. Die Meldungen enthalten stets zahlreiche „Fachbegriffe“, die ebenfalls frei erfunden sind. Flonk hieß auch der „Ball“ in dem Computersportspiel M.U.D.S. aus dem Jahr 1990.
Beispiel:
"Die Flonkball-Saison hat wieder begonnen. Und schon beim spektakulären Eröffnungsspiel der Parallel-Liga FIA Flonk Elsass gegen die Bremer Flonkvereinigung kam es zu einem Zwischenfall im sechsten Siebtel: Eine nackte Frau rannte ins Zwischen, entriss Star-Viertel-Pentor Francesco Parisi den Flonk und verschanzte sich im Neben. Sie drohte mit der Erwärmung des Flonks auf minus vier Grad, falls Parisi sie nicht perstet. Alle 19 Mannschafts-Pantomimen waren nötig, um die Frau zu beruhigen. Das Spiel verzögerte sich um drei Viertel."

### Umfragen mit Wulf Assols
Folge 14 bis 110.
Wulf Assols war ein Reporter (gespielt von Karsten Dusse), der Leuten auf der Straße (Suggestiv-)Fragen stellte, diese jedoch bewusst so formulierte, dass sie von den Leuten falsch verstanden und entsprechend beantwortet wurden. Beispiel: Wulf Assols: „Stellen Sie sich vor, ein wildfremder Mann würde Ihnen eine Million Mark bieten. Würden Sie dafür mit Ihrer Frau schlafen?“ Befragter empört: „Auf keinen Fall!“
Vergleichbar ist die Rolle des französischen Aushilfsreporters Alfons in Extra 3.

### Alarm für Kebap 11 – Die Dönerpölizei
Folge 15 bis 54.
Alarm für Kebap 11 – Die Dönerpölizei ist eine Parodie auf die Serie Alarm für Cobra 11 – Die Autobahnpolizei, welche auf demselben Sender läuft und bei der in ungewöhnlich großer Zahl Autos explodieren.  Zum Parodieren wurden Szenen aus der Originalserie neu synchronisiert; dabei sprechen alle Personen Kanak Sprak mit türkischem Akzent, dieses begann bereits in der Einleitung: René Steinke ist Kommissar Murat mit die fett-krass grüne Auge. Und Erdoğan Atalay ist Kommissar Ali mit die fett-krass braune Auge. Beide sind fett-krass die Dönerpölizei. Folge heute: … (z. B. „Büs ohne Reifen ist wie Döner mit ohne viel Scharf – bümst aber trotzdem“). Schlusssatz war immer: „Alder, ich schwööör’!“. In einer Ausgabe der Freitag Nacht News waren Steinke und Atalay zu Gast und präsentierten im Studio einen Fall im Stil von Aktenzeichen XY … ungelöst.

### Falschmeldung
Folge 21 bis 51.
Hier werden beliebige reale Zeitungsausschnitte von Henry Gründler so dargestellt, als handele es sich um Falschmeldungen. Die angeblich richtige Version entsteht durch Wortverdrehungen innerhalb der ursprünglichen Meldung nach folgendem, festen Schema:

„Eine Falschmeldung schockiert die Nation!“ Der Kölner Express berichtete am Montag: „Ein angetrunkener Brummi-Fahrer, der an einer Ampel in zwei stehende Autos fuhr, machte die Flitze und versteckte sich in einem Busch. Sein Pech: als die Polizei ihn suchte, klingelte sein Handy – Festnahme, Blutprobe, Führerschein weg.“

„Das ist so nicht richtig, es muss natürlich heißen:“

„Ein angetrunkenes Handy, das an einer Ampel in einen klingelnden Polizisten fuhr, versteckte den Führerschein und nahm einen Blut-Brummi fest. Sein Pech: als es den Fahrer probierte, standen zwei Büsche im Weg – Suche, Auto, Flitze.“

„Entschuldigung, jetzt habe ich mich versprochen:“

„Zwei verblutete Autofahrer, deren Brummis standen, fuhren in einen angetrunkenen Polizisten und steckten fest in seinem Busch. Ihr Pech: als sie an einer Ampel klingelten, erschien ihnen der Führer – Einnahme, Flitz-Probe, Hände weg.“

### Außenreporter Gerd Logan
Erstausstrahlung: 15. September 2000
Gerd Logan ist ein Machoreporter (Zitat: „Ein Reporter, der nur einen Funken Ehre im Leib hat, geht mit seiner Reportage unter!“), gespielt von Chris Geletneky. Dieser geht überwiegend bei seinen Reportagen unnötige Risiken ein, nimmt Warnungen nicht ernst und provoziert so regelmäßig Serien äußerst schwerer bis tödlicher Verletzungen (z. B. Kopfschüsse beim russischen Roulette).
Als Running Gag kommt er zum Schluss jedes Mal offensichtlich ums Leben; Henry Gründler moderiert dann von Chopins Trauermarsch untermalt „Gerd Logans allerletzte Reportage“ ab, bedauert den Verlust seines Kollegen und schließt mit dem Thema, zu dem Gerd Logan nächste Woche berichten wird.

### Lindenstraße Ecke Sesamstraße
Folge 55 bis 62.
Lindenstraße Ecke Sesamstraße ist eine Sendung, in der Ernie und Bert in der Lindenstraße zuhause sind und dort derbe Späße treiben. Die Folgen bestehen aus Zusammenschnitten von Szenen der Serien Sesamstraße und Lindenstraße, die dann neu synchronisiert wurden. Lindenstraße Ecke Sesamstraße wurde von Attik Kargar entwickelt. Laut einem Interview auf einer Fanwebseite kam er auf die Idee, als er zufällig ein Videoband sah, auf dem eine halbe Folge Sesamstraße und eine halbe Folge Lindenstraße direkt hintereinander aufgezeichnet waren. Als die Produzenten der Sesamstraße auf die Sendung aufmerksam wurden, waren sie von der Darstellung der ursprünglich kindgerechten Figuren wenig begeistert, und so wurde Lindenstraße Ecke Sesamstraße schließlich abgesetzt.

### Bernie und Ert
Folge 69 bis 95.
Bernie und Ert (Eigenschreibweise und im der Sesamstraße nachgebildeten Logo so geschrieben: Bernie & Ert) ist eine obszöne Parodie der Sesamstraße. Bernie und Ert sind zwei bisexuelle Figuren, die Ernie und Bert aus der Sesamstraße ähneln, aber nur je ein Auge, keine Nase sowie vertauschte Frisuren haben. Ihre derben und oft gewalttätigen Späße drehen sich meistens um Kriminalität, Drogenkonsum,  sadomasochistische und andere, hauptsächlich auf den Anus bezogene Sexualpraktiken sowie die homosexuelle Beziehung zwischen den beiden. Sie richten sich daher ausschließlich an ein erwachsenes Publikum. Die Späße gehen stets auf Kosten von Ert, der bei einigen Folgen in Ohnmacht fällt, schwere Verletzungen erleidet oder daran stirbt. Die Figuren wurden von Attik Kargar gezeichnet und tauchten in seinem Buch Zeltene Tiere auf. Anhand der Karikaturen und der Stars der Kinderserie baute Cordula Thonett (Figurentheater im Kabuff) die zwei Puppen. Am 13. Februar 2003 wurde Bernie & Ert wegen rechtlicher Bedenken abgesetzt. Beide Charaktere tauchten jedoch später, diesmal maskiert und in Sadomasokleidung, als Unbekannter Nummer 1 (Bernie) und Unbekannter Nummer 2 (Ert) in der Rubrik Bullzeye auf.
Ab dem 2. August 2013 waren Bernie und Ert sowie weitere einäugige Versionen von Sesamstraßenpuppen in der 10-teiligen Tele-5-Sendung Eye TV – Der durchgeknallte Puppensender zu sehen.

### Schlechte Zeiten, schlechte Zeiten
Folge 97 bis 110.
Schlechte Zeiten, schlechte Zeiten (SZSZ) ist eine Parodie der Seifenoper Gute Zeiten, schlechte Zeiten. Die Handlungen spielen in einer Viererwohngemeinschaft, deren Bewohner an schweren Depressionen leiden. In jeder Folge kommen gleich mehrere Bewohner ums Leben, indem sie sich entweder gegenseitig, häufiger jedoch selbst umbringen. Meistens überlebt am Ende aber einer, der dann noch einen zum Thema passenden Spruch sagt.
Von den vier WG-Bewohnern haben nur drei Personen eine Sprechrolle. Von der vierten Person, deren Gesicht nie zu sehen ist, wird hingegen als einzige der Name genannt: Clive. Clive bringt sich von den WG-Bewohnern stets am spektakulärsten um, indem er z. B. seinen Kopf in einen Mikrowellenherd steckt oder sich selbst durch einen Fleischwolf dreht.
Zu den Darstellern gehörten Carsten Beinlich, Attik Kargar und Marc Löb.

### Bullzeye oder „Popo Club“
Folge 106 bis 110 und 141 bis 165.
Bei Bullzeye leben einäugige Puppen in einer fiktiven Stadt und richten allerlei Unsinn an. Es gibt in dieser Stadt fünf Locations: eine Tabledancebar mit zwei Betrunkenen; einen Sadomasoclub, genannt Popo Club, in dem Unbekannter Nummer 1 (Bernie in Ledermaske), Unbekannter Nummer 2 (Ert, ebenfalls maskiert) und Winfried ihren Freuden nachgehen; einen Keller, in dem zwei arabisch aussehende Figuren (Mufti und Rashid) wohnen und oft Witze über Terroranschläge machen; ein Wohnhaus, in dem ein geistig beschränkter Bauarbeiter namens Bruno mit seiner Frau Uschi wohnt; eine Arztpraxis mit dem Arzt Dr. Sowieso und verschiedenen Patienten. Der Erfinder dieser Serie war Attik Kargar.
Ab dem 2. August 2013 bekamen die Puppen Unbekannter Nr. 1, Unbekannter Nr. 2, Bruno, Uschi und Dr. Sowieso mit der neuen Tele5-Sendung Eye TV – Der durchgeknallte Puppensender für zehn Episoden ein neues Sendeformat mit neuem Image. Bruno, Uschi, Dr. Sowieso und neue Figuren waren dabei Moderatoren eines TV-Kanals und parodierten Sendeformate wie Homeshopping, Nachrichten und Die Harald Schmidt Show. Die beiden Unbekannten waren weiterhin im Popo Club zu sehen, bekamen jedoch neue Stimmen.

### Zacherl – Einfach …
Folge 113 bis 165.
Bei Zacherl … handelt es sich um eine Parodie auf die Kochsendung Zacherl – Einfach kochen!. Bei Zacherl … geht es meistens aber nicht ums Kochen, sondern um Alltagssituationen. Diese werden mit abstrusen Methoden „einfach“ gemeistert, z. B. „Einfach duschen“, „Einfach saufen“ oder „Einfach Atomkrieg anzetteln“. Ralf Zacherl wird von Marc Löb gespielt, seine näselnde Aussprache und sein Äußeres (Bart und Glatze) werden dabei parodiert. Ralf Zacherl selbst trat in einigen Folgen als Ralf Zacherl auf (z. B. in „Einfach klonen“).

### Die Gesundheitsministerin rät
Folge 125 bis 139.
Die Gesundheitsministerin rät ist eine Parodie auf Ulla Schmidt (gespielt von Carsten Beinlich), die in kurzen Beiträgen im Stil von Der 7. Sinn die Bevölkerung zu gesundheitskostensparenderer Lebensführung anhält. Der Einspieler des Beitrags war immer mit der Titelmelodie von Der 7. Sinn unterlegt. Einen Großteil ihres Witzes erlangt die Parodie dadurch, dass Schmidt ihre fürsorglichen Ratschläge z. T. mit absurden Kommentaren und nicht selten in vereinzelt-derber, stilbruchreicher Sprache vortragen lässt („Sie kennen das: Sie sind 80 Jahre alt und brechen sich beim Downhill-Racing den Arsch“; oder auf mögliche Folgen schlechter Zahnpflege ansprechend: „Die Folgen sind klar: Sie beißen in ein altes Brötchen und plötzlich bricht Ihnen die halbe Fresse weg“). Zum Schluss verabschiedet sich Ulla Schmidt stets mit: „Alles Gute! Ihre Ulla Schmidt!“

### Offener Kanal
Seit Folge 132.
In Offener Kanal werden Videos von stereotypen „lokalen Ereignissen“ und Banalitäten, die aber auch in der Realität einen großen Teil von Regionalnachrichten einnehmen, ausgestrahlt. Der Sprecher hat dazu den passenden Akzent (etwa berlinerisch, hessisch oder norddeutsch). Unterrubriken tragen die Namen Offener Kanal Süderbrarup, Offener Kanal Nippes oder Offener Kanal Oer-Erkenschwick.

### Onkel Bums
Folge 141 bis 151.
Onkel Bums ist eine Parodie auf den aus der Werbung bekannten Uncle Ben’s. Seine Nudeln und Barbecuesoße werden in absurden Situationen als Allheilmittel präsentiert. Onkel Bums wird gespielt von Volker G. Schmitz. Zitat: „Das muss nicht sein, denn jetzt gibt es Onkel Bums Nudeln! Einfach Onkel Bums Nudeln auf < Sache > schütten, umrühren, fertig! Denn Onkel Bums Nudeln kleben nicht!“

### CSI: Wanne-Eickel
Seit Folge 166.
CSI: Wanne-Eickel ist eine Parodie auf die bekannten CSI-Serien von CBS. Die Experten von der Spurensicherung sind Horst Kasallek (gespielt von Carsten Beinlich), Wolfgang Konopka (Marc Löb) und in einigen Folgen Annette Kersch (Virginia Beckmann). Die beiden „Ermittler“ werden bewusst unfähig dargestellt. Sie erkennen offensichtliche Sachverhalte nicht etc. Außerdem laufen sie häufig mit einer über die Schulter gehaltenen Taschenlampe herum, in Anlehnung an die Originalserie. In unregelmäßigen Abständen wurden auch CSI-Parodien gesendet, die an anderen Orten spielen (z. B. CSI: Tokyo, CSI: Berlin, CSI: Hamburg) oder aber auch Personen (CSI: Roberto Blanco, CSI: Udo Lindenberg), Sonstiges (CSI: Stasi) und andere Serien (CSI: Einsatz in 4 Wänden) auf die Schippe nehmen.

### Angies Tagebuch
Seit Folge 166.
Angies Tagebuch ist eine Parodie auf Angela Merkel, aus deren fiktivem Videotagebuch berichtet wird. Gespielt wird Angie von Carsten Beinlich, gesprochen von Anne Onken. Als Running Gag kommt am Ende fast jeder Folge Helmut Kohl zu Besuch, der übergroß dargestellt wird, wobei nur Bauch und Hände zu sehen sind. Angela Merkel reicht ihm dann irgendetwas, das in seinen Händen jedoch winzig ist. So zum Beispiel einen Käselaib, der für Kohl ein Käsehäppchen von wenigen Zentimetern Durchmesser ist. Die Stimme von Helmut ist von Teddy Schulze. Manchmal geht dieser Running Gag auch umgekehrt vonstatten, so dass Kohl Angela etwas gibt, das für ihn klein, für sie jedoch groß ist. Das Tagebuch erschien auch jede Woche im Podcast bei Apple iTunes.

### Die Hollywoodreporterin
Seit Folge 169.
Die Hollywoodreporterin berichtet in unregelmäßigen Abständen aus Los Angeles, egal ob über die Wahl in Deutschland, Halloween oder Karneval in Hollywood. Jessica Mazur geht auf die Straßen von L. A. und befragt die US-Amerikaner.

### Tokyo Motel
Seit Folge 179.
Tokyo Motel ist eine Parodie auf die Band Tokio Hotel. Im Mittelpunkt steht dabei Sänger Bill (gespielt von Carolin Kebekus), der als mädchenhafter Möchtegernrocker dargestellt wird. Ebenso wird er in fast jeder Folge als Kleinkind dargestellt, indem z. B. auf seinem Notenständer beim Proben ein Zettel mit dem Text von „Alle meine Entchen“ liegt. Außerdem bekommt er seine markante Langhaarfrisur dadurch, dass er einen Elvis-Presley-Haarschnitt bekommt und dann ins Freie muss, woraufhin seine Haare doch durch den Regen ganz glatt werden.

### Die Harleys
Seit Folge 179.
Die Harleys ist eine Parodie auf die Doku-Soap American Chopper und deren sich ständig gegenseitig anbrüllende und beschimpfende Protagonisten. Die handelnden Personen (Paul Teutul Sr., Paul Teutul Jr. und Vincent DiMartino) wurden bei den Freitag Nacht News Papa, Udo und Jan-Erich genannt. Die Komik besteht darin, dass sich im Gegensatz zum Original Papa und Udo harmloseste Sachen zubrüllen, z. B. wie toll sie den neuen Streichelzoo finden. Am Ende ist Jan-Erich allein im Bild zu sehen und kommentiert das Geplärre mit einem Wort, z. B. „Dummschwätzer“. Ursprünglich wurden Originalszenen aus der Doku-Soap neu synchronisiert. Später wurden die Szenen, vermutlich wegen rechtlicher Bedenken, nachgestellt. Auch auf Jan-Erich, welcher (wenn überhaupt) nie mehr als ein Wort sagte, wurde ab September 2006 verzichtet.
Als Titelmelodie diente der Motorrad-Rock-Klassiker „Born to Be Wild“, allerdings in einer betont milden von einer Frau gesungenen Coverversion der Gruppe Stars of Stage and Screen.